# Broussy-le-Petit
Broussy-le-Petit is een gemeente in het Franse departement Marne (regio Grand Est) en telt 140 inwoners (2005). De plaats maakt deel uit van het arrondissement Épernay.

## Geografie
De oppervlakte van Broussy-le-Petit bedraagt 11,3 km², de bevolkingsdichtheid is 12,4 inwoners per km².
De onderstaande kaart toont de ligging van Broussy-le-Petit met de belangrijkste infrastructuur en aangrenzende gemeenten.

## Demografie
Onderstaande figuur toont het verloop van het inwonertal (bron: INSEE-tellingen).